# Marinhais
Marinhais es una freguesia portuguesa del concelho de Salvaterra de Magos, con 38,74 km² de superficie y 5.969 habitantes (2001). Su densidad de población es de 141,2 hab/km².
Las grandes extensiones de tierra cubiertas con "camarinheiros" (plantas que producen frutos pequeños y redondos "camarinhas"), ha llevado a que la designación de los Foros de Muge ha pasado "Camarinhais" y posteriormente por simplificación popular ha recibido el nombre de "Marinhais".